# Rosenborg-Gehrmans studiestipendium
Rosenborg-Gehrmans studiestipendium utdelas sedan 1987 av Inge och Einar Rosenborgs Stiftelse för svensk musik – dessförinnan i stiftelsens namn. Stiftelsen grundades 1950 genom en donation av musikförläggare Einar Rosenborg och hans maka Inge Bahnson-Rosenborg; dåvarande ägare av Germans Musikförlag AB. Stiftelsen främjar utgivningen av värdefull svensk musik genom förlaget. Dessutom har stiftelsen under alla år delat ut en rad andra stipendier och bidrag.
Studiestipendiet uppgår numera (2024) till 150 000 kronor och ges varannat år till en svensk musikstuderande inom det vokala eller instrumentala området med påvisad begåvning utöver det vanliga och som befinner sig i ett viktigt stadium i sin utbildning. Bland i övrigt lika meriterade ges företräde åt den som visat påfallande intresse för svensk musik. Stiftelsen utser stipendiat efter förslag från Kungliga Musikaliska Akademien. Om särskilda skäl motiverar det, kan stipendium utdelas högst två gånger till samma person.

## Studiestipendiater
- 1987 – Slagverkaren Fredrik Björlin.
- 1988 – Gitarristen Leif Åke Wiklund.
- 1989 – Cellisten Petja Svensson.
- 1990 – Klarinettisten Karin Dornbusch.
- 1991 – Mezzosopranen Anna Bragesson.
- 1992 –
- 1993 – Violinisten Tobias Ringborg.
- 1994 – Pianisten Per Tengstrand.
- 1995 – Trumpetaren Tora Thorslund.
- 1996 – Barytonen Gabriel Suovanen.
- 1997 – Gitarristen Jakob Henriques.
- 1998 – Sopranen Jeanette Köhn.
- 1999 – Sopranen Maria Keohane.
- 2000 – Daniel Blendulf.
- 2001 – Anna Lindgren.
- 2002 – Barockoboisten Per Bengtsson.
- 2003 – Altsaxofonisten Johannes Thorell.
- 2004 – Organisten Ania Proskourina.
- 2005 – Violinisten Andrej Power.
- 2006 – Tuba Pernilla Nilsson.
- 2007 – Blockflöjtisten Katarina Widell.
- 2008 – Pianisten Henrik Måwe.
- 2009 – Gitarrisen Lucas Brar.
- 2010 – Sångaren Nkosazana Dimande.
- 2011 – Violinstudenten Daniel Migdal.
- 2012 – Trumpetaren Filip Draglund.
- 2013 – Violinisten Isabelle Bania.
- 2014 – Fagottisten Sebastian Stevensson.
- 2015 – Sångaren Sofie Asplund.
- 2016 – Pianisten Alexander Zethson.
- 2017 –
- 2018 – Sångaren Erik Rosenius.
- 2019 – Gambisten Samuel Runsteen
- 2020 –
- 2021 –
- 2022 – Gitarristen Fred Holmlund
- 2024 – Oboisten Josef Wijk[3]